# 宇宙419號
宇宙419號（Космос 419）是蘇聯的火星無人探測器，於1971年5月10日由質子K/D型運載火箭發射升空。升空後因最後一節火箭無法啟動，導致停留於近地球軌道，任務失敗。